# Montceau-les-Mines
Montceau-les-Mines är en kommun i departementet Saône-et-Loire i regionen Bourgogne-Franche-Comté i östra Frankrike. Kommunen är chef-lieu över 2 kantoner som tillhör arrondissementet Chalon-sur-Saône. År 2022 hade Montceau-les-Mines 16 946 invånare.

## Befolkningsutveckling
Antalet invånare i kommunen Montceau-les-Mines
| Referens: INSEE |